# Generativ grammatik
Generativ grammatik (også generativisme) er en lingvistisk teori der tager udgangspunkt i Noam Chomsky's ideer fra 1950'erne. Den ser grammatik som et system af procedurer der kan generere et sprogs grammatiske sætninger.
Generativ grammatik blev udbredt ved udgivelsen af bogen Syntactic structures af Noam Chomsky i 1957.
I forskellige former er generativ grammatik udbredt flere steder i verden. I Danmark undervises der i generativ grammatik på engelskafdelingen på Aarhus Universitet.